# Labourdonnaisia
Labourdonnaisia är ett släkte av tvåhjärtbladiga växter. Labourdonnaisia ingår i familjen Sapotaceae.
Kladogram enligt Catalogue of Life:
| Labourdonnaisia | \| \| Labourdonnaisia calophylloides \| \| \| \| \| \| Labourdonnaisia glauca \| \| \| \| \| \| Labourdonnaisia lecomtei \| \| \| \| \| \| Labourdonnaisia madagascariensis \| \| \| \| \| \| Labourdonnaisia revoluta \| \| \| \| \| \| Labourdonnaisia richardiana \| \| \| \| \| \| Labourdonnaisia thouarsii \| \| \| \| |
|                 | \| \| Labourdonnaisia calophylloides \| \| \| \| \| \| Labourdonnaisia glauca \| \| \| \| \| \| Labourdonnaisia lecomtei \| \| \| \| \| \| Labourdonnaisia madagascariensis \| \| \| \| \| \| Labourdonnaisia revoluta \| \| \| \| \| \| Labourdonnaisia richardiana \| \| \| \| \| \| Labourdonnaisia thouarsii \| \| \| \| |
|                 | Labourdonnaisia calophylloides |
|                 | |
|                 | Labourdonnaisia glauca |
|                 | |
|                 | Labourdonnaisia lecomtei |
|                 | |
|                 | Labourdonnaisia madagascariensis |
|                 | |
|                 | Labourdonnaisia revoluta |
|                 | |
|                 | Labourdonnaisia richardiana |
|                 | |
|                 | Labourdonnaisia thouarsii |
|                 | |